# Phytoliriomyza
Phytoliriomyza is een geslacht in de familie Mineervliegen. Het geslacht kent wereldwijd ruim 100 soorten, waarvan er 5 à 6 in Nederland voorkomen.

## Soorten
- P. alpicola (Strobl, 1898)
- P. arctica (Lundbeck, 1901)
- P. beckerella Spencer, 1981
- P. bornbolmensis Spencer, 1976
- P. clara (Melander, 1913)
- P. conjunctimontis (Frick, 1952)
- P. conspicua (Sehgal, 1968)
- P. consulta Spencer, 1986
- P. dorsata (Siebke, 1864)
- P. fasciata (Hendel, 1931)
- P. felti (Malloch, 1914)
- P. flavens (Spencer, 1981)
- P. floridana Spencer, 1973
- P. fumicosta (Malloch, 1914)
- P. hilarella (Zetterstedt, 1848)
- P. imperfecta (Malloch, 1934)
- P. islandica Olafsson, 1988
- P. jacarandae Steyskal and Spencer, 1978
- P. leechi Spencer, 1981
- P. melampyga (Loew, 1869)
- P. mesnili (d'Aguilar, 1945)
- P. mikii (Strobl, 1898)
- P. minutissima Spencer, 1981
- P. oasis (Becker, 1907)
- P. ornata (Meigen, 1830)
- P. pacifica (Melander, 1913)
- P. pallida (Sehgal, 1968)
- P. pectoralis (Becker, 1908)
- P. perpusilla (Meigen, 1830)
- P. pilosella Spencer, 1973
- P. pteridii Spencer, 1973
- P. pulchella Spencer, 1986
- P. scotica Spencer, 1962
- P. varia (Melander, 1913)
- P. variegata (Meigen, 1830)
- P. venustula Spencer, 1976
- P. volatilis Spencer, 1969